# Coppa del Brasile 2019 (pallavolo femminile)
La Coppa del Brasile 2019 si è svolta dal 22 gennaio al 2 febbraio 2019: al torneo hanno partecipato 8 squadre di club brasiliane e la vittoria finale è andata per la prima volta al Minas.

## Regolamento

### Formula
Le squadre hanno disputato quarti di finale in gara unica, accoppiate col metodo della serpentina e in casa delle quattro formazioni meglio classificate al termine del girone di andata di Superliga Série A 2018-19; le formazioni vincenti hanno poi disputato una final-4, con semifinali e finale in gara unica.

### Criteri di classifica
Se il risultato finale è stato di 3-0 o 3-1 sono stati assegnati 3 punti alla squadra vincente e 0 a quella sconfitta, se il risultato finale è stato di 3-2 sono stati assegnati 2 punti alla squadra vincente e 1 a quella sconfitta.
Per determinare la classifica dalla 5ª all'8ª posizione e dalla 3ª alla 4ª posizione, si tiene conto del numero di punti ottenuto rispettivamente dalle quattro formazioni eliminate ai quarti di finale e dalle due formazioni eliminate nelle semifinali durante la fase di qualificazione (i quarti di finale). In caso di parità, l'ordine del posizionamento in classifica è stato definito in base all'indice tecnico, i cui criteri sono:
- Punti;
- Ratio dei set vinti/persi;
- Ratio dei punti realizzati/subiti.
- Scontro diretto;
- Sorteggio[2].

In caso di walkover, la formazione qualificata al turno successivo è considerata vincitrice per 3-0 (25-0, 25-0, 25-0).

## Squadre partecipanti
| Squadra        | Qualificazione                                      |
| -------------- | --------------------------------------------------- |
| Barueri        | 3ª al girone di andata di Superliga Série A 2018-19 |
| Bauru          | 4ª al girone di andata di Superliga Série A 2018-19 |
| Paranaense     | 8ª al girone di andata di Superliga Série A 2018-19 |
| Fluminense     | 7ª al girone di andata di Superliga Série A 2018-19 |
| Minas          | 2ª al girone di andata di Superliga Série A 2018-19 |
| Osasco         | 6ª al girone di andata di Superliga Série A 2018-19 |
| Praia Clube    | 1ª al girone di andata di Superliga Série A 2018-19 |
| Rio de Janeiro | 5ª al girone di andata di Superliga Série A 2018-19 |

## Torneo

### Tabellone
|  | Quarti | Quarti         | Quarti |  |   | Semifinali  | Semifinali | Semifinali |  |   | Finale      | Finale | Finale |
|  |        |                |        |  |   |             |            |            |  |   |             |        |        |
|  | 1      | Praia Clube    | 3      |  |   |             |            |            |  |   |             |        |        |
|  | 1      | Praia Clube    | 3      |  |   |             |            |            |  |   |             |        |        |
|  | 8      | Paranaense     | 1      |  |   |             |            |            |  |   |             |        |        |
|  | 8      | Paranaense     | 1      |  | 1 | Praia Clube | 3          |            |  |   |             |        |        |
|  |        |                |        |  | 1 | Praia Clube | 3          |            |  |   |             |        |        |
|  |        |                |        |  |   | 4           | Bauru      | 2          |  |   |             |        |        |
|  | 4      | Bauru          | 3      |  |   | 4           | Bauru      | 2          |  |   |             |        |        |
|  | 4      | Bauru          | 3      |  |   |             |            |            |  |   |             |        |        |
|  | 5      | Rio de Janeiro | 2      |  |   |             |            |            |  |   |             |        |        |
|  | 5      | Rio de Janeiro | 2      |  |   |             |            |            |  | 1 | Praia Clube | 1      |        |
|  |        |                |        |  |   |             |            |            |  | 1 | Praia Clube | 1      |        |
|  |        |                |        |  |   |             |            |            |  |   | 2           | Minas  | 3      |
|  | 2      | Minas          | 3      |  |   |             |            |            |  |   | 2           | Minas  | 3      |
|  | 2      | Minas          | 3      |  |   |             |            |            |  |   |             |        |        |
|  | 7      | Fluminense     | 1      |  |   |             |            |            |  |   |             |        |        |
|  | 7      | Fluminense     | 1      |  | 2 | Minas       | 3          |            |  |   |             |        |        |
|  |        |                |        |  | 2 | Minas       | 3          |            |  |   |             |        |        |
|  |        |                |        |  |   | 6           | Osasco     | 1          |  |   |             |        |        |
|  | 3      | Barueri        | 1      |  |   | 6           | Osasco     | 1          |  |   |             |        |        |
|  | 3      | Barueri        | 1      |  |   |             |            |            |  |   |             |        |        |
|  | 6      | Osasco         | 3      |  |   |             |            |            |  |   |             |        |        |
|  | 6      | Osasco         | 3      |  |   |             |            |            |  |   |             |        |        |

### Risultati

#### Quarti di finale
| 22 gennaio 2019 Arena Praia Clube, Uberlândia Durata: ? - Spettatori: ?              | Praia Clube | 3 - 1 | Paranaense     | 20-25, 25-22, 25-18, 25-15        |
| 22 gennaio 2019 Arena Juscelino Kubitschek, Belo Horizonte Durata: ? - Spettatori: ? | Minas       | 3 - 1 | Fluminense     | 25-22, 25-17, 22-25, 25-16        |
| 22 gennaio 2019 Ginásio Poliesportivo José Corrêa, Barueri Durata: ? - Spettatori: ? | Barueri     | 1 - 3 | Osasco         | 25-19, 19-25, 21-25, 20-25        |
| 22 gennaio 2019 Ginásio Neusa Galetti, Marília Durata: ? - Spettatori: ?             | Bauru       | 3 - 2 | Rio de Janeiro | 25-13, 16-25, 25-20, 20-25, 15-13 |

#### Semifinali
| 1º febbraio 2019 Centro José Francisco Perini, Gramado Durata: ? - Spettatori: ? | Praia Clube | 3 - 2 | Bauru  | 24-26, 25-21, 25-14, 21-25, 15-11 |
| 1º febbraio 2019 Centro José Francisco Perini, Gramado Durata: ? - Spettatori: ? | Minas       | 3 - 1 | Osasco | 25-21, 17-25, 25-22, 25-16        |

#### Finale
| 2 febbraio 2019 Centro José Francisco Perini, Gramado Durata: ? - Spettatori: 2 056 | Praia Clube | 1 - 3 | Minas | 25-16, 20-25, 21-25, 18-25 |

## Classifica finale
| Pos | Squadre        |
| --- | -------------- |
| 1   | Minas          |
| 2   | Praia Clube    |
| 3   | Osasco         |
| 4   | Bauru          |
| 5   | Rio de Janeiro |
| 6   | Barueri        |
| 7   | Paranaense     |
| 8   | Fluminense     |